# Otani Hidekazu
Otani Hidekazu (大谷 秀和 Otani Hidekazu, sinh ngày 6 tháng 11 năm 1984 ở Nagareyama, Chiba, Nhật Bản) là một cầu thủ bóng đá người Nhật Bản hiện tại thi đấu cho và là đội trưởng của Kashiwa Reysol.

## Thống kê sự nghiệp câu lạc bộ
Cập nhật đến ngày 23 tháng 2 năm 2017.
| Thành tích câu lạc bộ | Thành tích câu lạc bộ | Thành tích câu lạc bộ | Giải vô địch | Giải vô địch | Cúp                   | Cúp                   | Cúp Liên đoàn | Cúp Liên đoàn | Châu Á  | Châu Á    | Tổng cộng | Tổng cộng |
| Mùa giải              | Câu lạc bộ            | Giải vô địch          | Số trận      | Bàn thắng    | Số trận               | Bàn thắng             | Số trận       | Bàn thắng     | Số trận | Bàn thắng | Số trận   | Bàn thắng |
| Nhật Bản              | Nhật Bản              | Nhật Bản              | Giải vô địch | Giải vô địch | Cúp Hoàng đế Nhật Bản | Cúp Hoàng đế Nhật Bản | J. League Cup | J. League Cup | AFC     | AFC       | Tổng cộng | Tổng cộng |
| --------------------- | --------------------- | --------------------- | ------------ | ------------ | --------------------- | --------------------- | ------------- | ------------- | ------- | --------- | --------- | --------- |
| 2003                  | Kashiwa Reysol        | J1 League             | 4            | 0            | 0                     | 0                     | 5             | 0             | -       | -         | 9         | 0         |
| 2004                  | Kashiwa Reysol        | J1 League             | 16           | 1            | 1                     | 0                     | 4             | 1             | -       | -         | 21        | 2         |
| 2005                  | Kashiwa Reysol        | J1 League             | 20           | 3            | 2                     | 2                     | 2             | 0             | -       | -         | 24        | 5         |
| 2006                  | Kashiwa Reysol        | J2 League             | 29           | 1            | 0                     | 0                     | -             | -             | -       | -         | 29        | 1         |
| 2007                  | Kashiwa Reysol        | J1 League             | 31           | 0            | 1                     | 0                     | 2             | 0             | -       | -         | 34        | 0         |
| 2008                  | Kashiwa Reysol        | J1 League             | 33           | 3            | 4                     | 0                     | 5             | 0             | -       | -         | 42        | 3         |
| 2009                  | Kashiwa Reysol        | J1 League             | 20           | 1            | 2                     | 0                     | 3             | 0             | -       | -         | 25        | 1         |
| 2010                  | Kashiwa Reysol        | J2 League             | 35           | 2            | 3                     | 0                     | -             | -             | -       | -         | 38        | 2         |
| 2011                  | Kashiwa Reysol        | J1 League             | 27           | 0            | 3                     | 0                     | 2             | 0             | -       | -         | 32        | 0         |
| 2012                  | Kashiwa Reysol        | J1 League             | 31           | 1            | 6                     | 0                     | 4             | 0             | 6       | 0         | 47        | 1         |
| 2013                  | Kashiwa Reysol        | J1 League             | 31           | 0            | 2                     | 0                     | 4             | 0             | 9       | 0         | 46        | 0         |
| 2014                  | Kashiwa Reysol        | J1 League             | 30           | 0            | 2                     | 1                     | 10            | 0             | -       | -         | 42        | 1         |
| 2015                  | Kashiwa Reysol        | J1 League             | 31           | 2            | 3                     | 0                     | 0             | 0             | 9       | 1         | 43        | 3         |
| 2016                  | Kashiwa Reysol        | J1 League             | 20           | 1            | 2                     | 0                     | 4             | 0             | –       | –         | 26        | 2         |
| Tổng                  | Tổng                  | Tổng                  | 358          | 15           | 31                    | 3                     | 45            | 1             | 24      | 1         | 458       | 20        |